# Jaroslav Liška (fotbalista)
Jaroslav Liška (16. ledna 1921 – 21. března 1985) byl český fotbalový útočník.

## Fotbalová kariéra
Odchovanec SK Hnidousy, v dorostu přestoupil v roce 1939 do Kladna. V československé lize hrál v letech 1939–1949 za SK Kladno a AFK Bohemians Vršovice. Nastoupil ve 155 libových utkáních a dal 40 gólů. Kariéru končil v letech 1953–1956 v Baníku Švermov. Začátkem šedesátých let působil ve Švermově jako trenér.

## Ligová bilance
| Ročník                                     | Zápasy | Góly | Klub                   |
| ------------------------------------------ | ------ | ---- | ---------------------- |
| Národní liga 1939/40                       | -      | 5    | SK Kladno              |
| Národní liga 1940/41                       | -      | 8    | SK Kladno              |
| Národní liga 1941/42                       | -      | 3    | SK Kladno              |
| Národní liga 1942/43                       | -      | 4    | SK Kladno              |
| Národní liga 1943/44                       | 8      | 0    | AFK Bohemia Vršovice   |
| Státní liga 1945/46                        | 16     | 7    | AFK Bohemians Vršovice |
| Státní liga 1946/47                        | 20     | 7    | AFK Bohemians Vršovice |
| Státní liga 1947/48                        | 16     | 4    | AFK Bohemians Vršovice |
| Státní liga 1948                           | 6      | 0    | AFK Bohemians Vršovice |
| Celostátní československé mistrovství 1949 | -      | 1    | SONP Kladno            |
| CELKEM                                     | 155    | 40   |                        |